# Транті-ванті
Транті-ванті — радянський художній фільм 1989 року, знятий на Свердловській кіностудії.

## Сюжет
За повістю Ірини Христолюбової «Дзвіночки мої». Першокласник Єгор Тарантін з селища Верхня Курья — великий вигадник. Йому до всього є діло, і він весь час вигадує неймовірні історії. Одного разу йому здалося, що студент Костя Хохолков, який працює в сусідньому будинку відпочинку масовиком-затійником — прибулець з космосу.

## У ролях
- Іван Мурадханов — Єгорка Тарантін
- Олександр Лойє — Арканов Федін, друг і однокласник Егорки Тарантіна
- Марія Солодовникова — Катя Лебедєва, однокласниця Єгорки
- Агрипина Стеклова — Антоніна Федіна, сестра Аркадія
- Віталій Чєтков — Костя Хохолков, витівник з Будинку відпочинку
- Анна Лисянська — баба Груня, бабуся Єгорки
- Петро Засецький — тато Єгорки
- Олена Борзова — мама Єгорки
- Юрій Катін-Ярцев — дід Семен, дідусь Єгорки і Антоніни
- Віра Трофімова — Олена Василівна, вчителька (озвучила Тетяна Божок)
- Анна Шелудько — Віка
- Олександр Лебедєв — капітан міліції
- Наталія Коновалова — Світлана
- Сергій Борзов — епізод
- Юрій Рябенко — епізод

## Знімальна група
- Режисер — Едуард Гаврилов
- Сценаристи — Едуард Гаврилов, Ірина Христолюбова
- Оператор — Сергій Гаврилов
- Композитор — Сергій Сидельников
- Художник — Валерій Кукенков